# Celleporina lacrimula
Celleporina lacrimula är en mossdjursart som beskrevs av Hayward 1992. Celleporina lacrimula ingår i släktet Celleporina och familjen Celleporidae. Inga underarter finns listade i Catalogue of Life.